# Rams de Cleveland
Pour les articles homonymes, voir RAM.
Cet article court présente un sujet plus développé dans : Rams de Los Angeles.
Les Rams de Cleveland (Cleveland Rams) était le nom que portait la franchise NFL des Rams de Los Angeles (Los Angeles Rams) entre 1936 et 1946.